# Bobisghir
Der Bobisghir ist ein 6416 m hoher Berg im Panmah Muztagh im Karakorum. 

## Lage
Er ist der höchste Gipfel einer Bergkette, die zwischen dem Nobande-Sobande-Gletscher im Süden und dem Braldugletscher im Norden verläuft. Der Berg befindet sich im pakistanischen Sonderterritorium Gilgit-Baltistan.
Die Dominanz beträgt 5,2 km zum südwestlich gelegenen Sim Brakk (6460 m). Dazwischen liegt der 5560 m hoch gelegene Pass Skam La.

## Besteigungsgeschichte
Die Erstbesteigung gelang am 7. Juli 1985 einer japanischen Expedition (Tohru Nemoto, Shinichiro Kasai, Takeshi Oshida).